# Pleocouturea castagnei
Pleocouturea castagnei är en svampart som beskrevs av G. Arnaud 1911. Pleocouturea castagnei ingår i släktet Pleocouturea, divisionen sporsäcksvampar och riket svampar.   Inga underarter finns listade i Catalogue of Life.